# Patrick Salvador
Patrick Salvador (ur. 21 września 1951 w Saint-Juéry) – francuski lekkoatleta, sprinter, trzykrotny medalista halowych mistrzostw Europy.
Specjalizował się w biegu na 400 metrów. Zdobył srebrny medal w sztafecie 4 × 400 metrów (w składzie: Claude Dumont, Salvador, Daniel Raoult i Lionel Malingre) na mistrzostwach Europy juniorów w 1970 w Paryżu, a w biegu na 400 metrów zajął 4. miejsce.
Zdobył brązowy medal w sztafecie 4 × 2 okrążenia na halowych mistrzostwach Europy w 1972 w Grenoble (sztafeta francuska biegła w składzie: Salvador, André Paoli, Michel Dach i Gilles Bertould). Na kolejnych halowych mistrzostwach Europy w 1973 w Rotterdamie zwyciężył w tej konkurencji (w składzie: Lucien Sainte-Rose, Salvador, Francis Kerbiriou i Malingre), a w biegu na 400 metrów odpadł w eliminacjach. Zajął 4. miejsce w sztafecie 4 × 400 metrów (w składzie: Bertould, Pierre Bonvin, Salvador i Malingre) na letniej uniwersjadzie w 1973 w Moskwie. Zdobył srebrny medal w sztafecie 4 × 2 okrążenia (w składzie: Bonvin, Salvador, Daniel Vélasques i Malingre) na halowych mistrzostwach Europy w 1974 w Göteborgu.
Salvador był brązowym medalistą mistrzostw Francji w hali w biegu na 400 metrów w 1973 i 1976.
Rekordy życiowe Salvadora:
- bieg na 200 metrów – 21,3 (1972)
- bieg na 400 metrów – 47,2 (1971)